# Nipper
Pour l’article homonyme, voir Darlene Nipper.
Nipper est un chien de race Jack Russell terrier, né en 1884 et mort en 1895 à Bristol (Royaume-Uni). 
Il a servi de modèle à un tableau peint son propriétaire Francis Barraud intitulé La Voix de son maître, dont la première version date de l'hiver 1898-1899. Cette image est à la base de l'une des marques les plus célèbres au monde, utilisée par plusieurs marques d'enregistrement audio et les sociétés associées, notamment la Gramophone Company dès 1900 et son successeur le groupe EMI à compter de 1931, sociétés affiliées et successeurs, y compris la société allemande créée au tournant du XXe siècle par Emile Berliner, Deutsche Grammophon. 

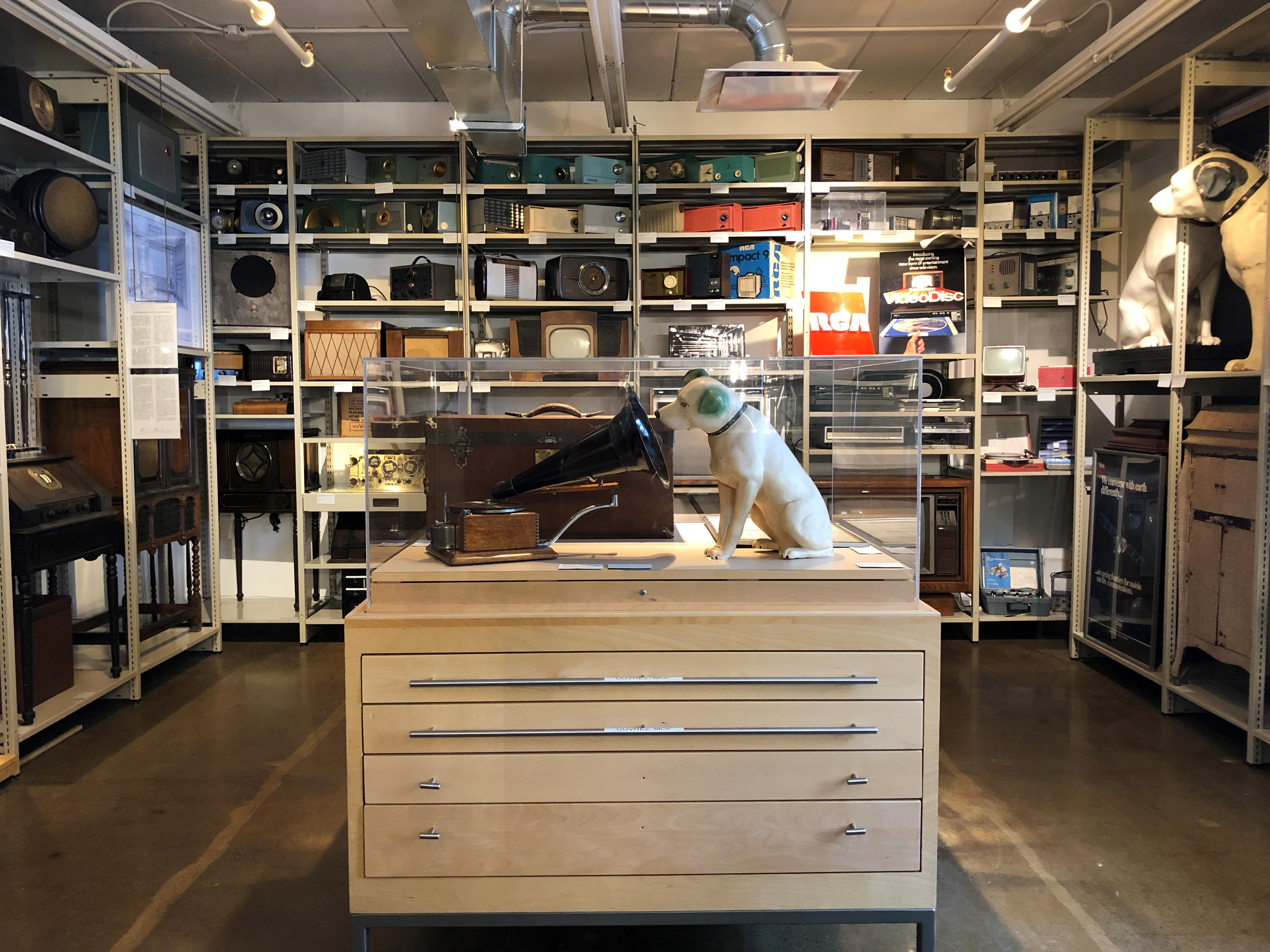
Image de Nipper et son gramophone dans le Musée des ondes Émile Berliner.

## Évolution du logo
|  |
|  |

|  |
|  |